# Voivodeni (gmina)
Voivodeni – gmina w Rumunii, w okręgu Marusza. Obejmuje miejscowości Toldal i Voivodeni. W 2011 roku liczyła 1756 mieszkańców.